# Wet inrichting landelijk gebied
Wet inrichting landelijk gebied (WILG) was een Nederlandse wet gericht op de verbetering van de kwaliteit van het landelijke gebied. De WILG trad op 1 januari 2007 in werking ter vervanging van de Landinrichtingswet uit 1985. Met de inwerkingtreding van de WILG werden de investeringsbudgetten voor de inrichting van het landelijk gebied, afspraken tussen Rijk en Provincies alsmede de decentralisatie van de zorg voor de natuur en landschap naar de Provicies in één bestuurlijk jasje gegoten. Per 1 januari 2024 is de WILG vervallen. De bepalingen zijn opgenomen in de nieuwe Omgevingswet.

## Geschiedenis
Op basis van de Ruilverkavelingswet maakte men in 1924 de eerste voorzichtige stapjes om de versnippering van de Nederlandse landbouwgrond tegen te gaan. Deze wet focuste zich geheel op het agrarische belang. Dit begon steeds meer te wringen met het integraal oplossen van de verschillende problemen die men in het landelijke gebied tegen kwam. Daarom trad de Landinrichtingswet in werking waarbij er aandacht was voor de belangen van land-, tuin- en bosbouw, natuur en landschap, infrastructuur (verkeersinfrastructuur en waterbeheer), openluchtrecreatie en cultuurhistorie. Het instrumentarium van de Landinrichtingswet was echter log en langzaam. Er ontstond dus al snel behoefte aan versnelling, vereenvoudiging en flexibilisering. Deze behoefte kwam in een stroomversnelling door de varkenspestuitbraak in 1997-1998. De uitbraak toonde de kwetsbaarheid van de sector, zoals de grote concentratie van bedrijven in een beperkt aantal regio's van Nederland en de grote afhankelijkheid van levende transport en export. Minster J.J. van Aartsen kondigde daarom aan dat er een het structurering van de sector noodzakelijk was om problemen met dierenwelzijn, diergezondheid, milieu en ruimtelijke kwaliteit aan te pakken. Aangezien de huidige wetgeving niet afdoende was op dit brede doel op korte termijn te realiseren werd nieuwe wetten voorbereid. Middels de Wet herstructurering Varkenshouderij werden de dierrechten geïntroduceerd waarmee de hoeveelheid varkens die per bedrijf mochten worden gehouden werden beperkt. Daarnaast kwam men met de Wet Herstructurering Concentratiegebieden ter bevordering van een goede ruimtelijke structuur van de concentratiegebieden .
Naast nieuwe middelen om gebieden te herstructureren werden er zowel op nationaal als Europees niveau nieuwe kaders geschapen om de economische, ecologische en sociaal-culturele ontwikkeling van het platteland te bevorderen. Hiermee ontstond een steeds sterkere versnippering van het instrumentarium om gebiedsgericht beleid te realiseren. Deze versnippering, die een onduidelijk rol van de verschillende partijen met zich mee bracht, was de reden dat men het instrumentarium wilde versimpelen en de processen te versnellen .   

## Verschillen met Landinrichtingswet
In de nieuwe wet werden de vormen van herinrichting en agrarische ruilverkaveling geschrapt, waardoor enkel landinrichting en ruilverkaveling bij overeenkomst (ook wel vrijwillige kavelruil) over bleven. Daarnaast kregen de Gedeputeerde Staten meer bevoegdheden, zij kunnen nu beslissen of er wel of niet een inrichtingsproject moet komen waardoor de Landinrichtingscommisise verviel. Omdat de doelstellingen nu volledig gerelateerd waren aan het algemeen belang was het niet meer mogelijk om een landinrichting aan te vragen en ook de stemming werd afgeschaft . Verder vervalt de mogelijkheid om grond te onteigenen in belang van de landinrichting, wel blijft dat mogelijk via de algemene regeling voor onteigening in de Omgevingswet . Een andere grote wijziging is dat de overheid de ruilverkavelingen niet langer voorfinanciert .
In praktische uitvoering veranderde er weinig ten opzicht van de Landinrichtingswet. Wel vonden er wat versimpelingen plaats die het proces versnelde. Zo hoeft de minister niet langer goedkeuring te verlenen. Daarnaast verviel ook de toetsing van de zogenaamde objectieve verbeteringseis . Ook werd het bepalen van de Lijst van rechthebbenden en Plan van Toedeling samen gepakt in een ruilplan, waardoor er niet langer twee procedures nodig zijn .